# Panlatinism
Panlatinismul este o ideologie care promovează uniunea popoarelor vorbitoare de limbi romanice.

## Istoria

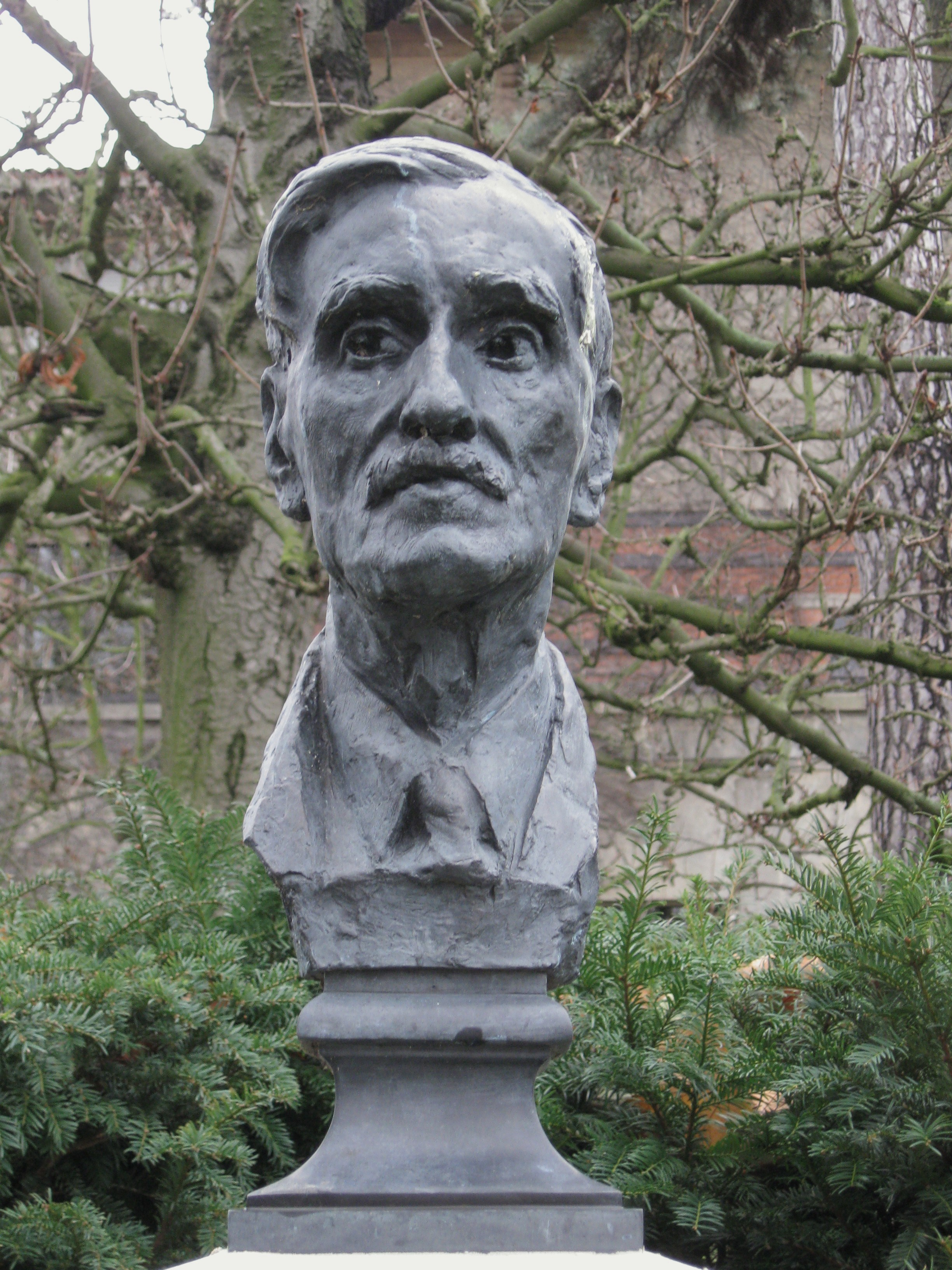
Bustul lui Jean Charles-Brun, un susținător al panlatinismului internațional și al Confederației latine.

Cu privire la panlatinism s-a afirmat că și-ar avea originea în Italia - acesta fiind ea însăși locul de baștină al latinilor - epocii medievale, fiind susținut de poetul italian Dante Alighieri a cărui perspectivă implica un panlatinism imperial în context european.
Termenul de „panlatinism” a fost inventat de Torres de Caicedo (1830-1889). Panlatinismul își are originea în ideea unei rase latine comune.
Perspectiva s-a materializat pentru prima dată în Franța, în special datorită influenței lui Michel Chevalier (1806-1879) care compara popoarele „latine” din America cu popoarele „anglo-saxone” care locuiau în aceste teritorii. Scriitorul francez Stendhal considera „latinismul” drept o ideea imperială conform căreia latinii ar trebui să-i conducă pe vecinii de sorginte nelatină. Această perspectivă a fost adoptat mai târziu de către Napoleon al III-lea care și-a declarat sprijinul pentru unitatea culturală a popoarelor latine și a prezentat Franța drept lider modern al popoarelor latine, justificând astfel intervenția franceză în politica mexicană, fapt care a condus la crearea celui de-al Doilea Imperiu Mexican pro-francez.
În urma înfrângerii Franței în Războiul Franco-Prusac și construcției unui stat din Germania, teoreticianul francez Gabriel Hanotaux a respins afirmațiile conform cărora epoca dominației imperiale a popoarelor latine și, în particular, franceze, s-a încheiat, iar noua era era reprezentată de dominația popoarelor anglo-saxone, germanice și slave. Hanotaux a declarat că popoarele latine au avut un rol imperial în colonizarea Africii și a afirmat că proprietățile deținute de către popoarele latine ar trebui să includă Africa și America de Sud în timp ce proprietățile popoarelor anglo-saxone ar fi America de Nord, cele ale popoarelor germanice ar fi Europa Centrală, iar cele ale popoarelor slave Siberia.
O formă democrată și confederală de panlatinism a luat naștere datorită influenței scriitorului francez Frédéric Mistral care milita pentru autonomia regională a Occitaniei în Franța. De asemenea, Mistral a început să facă apologia panlatinismului în urma contactului cu catalanii care își doreau autonomia Cataloniei și uniune între latini. L-a influențat puternic pe Jean Charles-Brun, acesta din urmă impresionându-l la rândul său pe Mistral prin publicarea volumului Le Regionalisme. Charles-Brun milita în favoarea latinismului internațional și constituirii unei „confederații latine” democrate, respingând în același timp ideea propusă de imperialiști de creare a unui „imperiu latin”.
Panlatinismul a reprezentat o componentă importantă a fascismului italian și a fost utilizată alături de practicile Romanitas în scopul promovării superiorității rasiale italiene.